# Morpho pseudotheseus
Morpho pseudotheseus är en fjärilsart som beskrevs av Le Moult 1927. Morpho pseudotheseus ingår i släktet Morpho och familjen praktfjärilar. Inga underarter finns listade i Catalogue of Life.